# گابریله دآنونزیو
گابریله دانونزیو (به ایتالیایی: Gabriele D'Annunzio) از شاعران و نویسندگان مشهور ایتالیائی قرن بیستم بود که در زمینه نمایشنامه‌نویسی و شاعری مرتبه‌ای بلند دارد. وی در جنگ جهانی اول افسر ارتش بود. او از سال ۱۸۸۹ تا ۱۹۱۰ جایگاه برجسته‌ای در ادبیات ایتالیایی و بعد از آن در زندگی سیاسی از ۱۹۱۴ تا ۱۹۲۴ داشت.
این شاعر نویسنده در ۱ مارس ۱۹۳۸ درگذشت.

## آثار

### رمان‌ها
- فرزند هوس
- جووانی اپیسکوپو (این کتاب توسط بهمن فرزانه با نام توسری خور به فارسی ترجمه شده‌است)
- بی‌گناه
- پیروزی بر مرگ
- آتش
- شاید آری شاید نه

### نمایشنامه‌ها
- شهر مرده
- جیوکوندا
- دختر جورجیو

### مجموعه داستان کوتاه
- سرزمین دست نخورده
- داستان‌های پسکارا

## زندگی‌نامه

### اوایل زندگی و خانواده
دآنونزیو در شهر پسکارا، واقع در منطقه‌ی آبروتزو در ایتالیا، به دنیا آمد. او فرزند یک مالک زمین ثروتمند و شهردار شهر، فرانچسکو پائولو راپاگنتا دآنونزیو (۱۸۳۸–۱۸۹۳) و همسرش لوئیزا دِ بندکتیس (۱۸۳۹–۱۹۱۷) بود. پدرش در اصل با نام فرانچسکو پائولو راپاگنتا متولد شده بود؛ ششمین فرزند کامیللو راپاگنتا، کفاش، و ریتا المپیا لولی. در سن ۱۳ سالگی، او توسط آنا لولی، خواهر مادرش ریتا، به فرزندی پذیرفته شد. آنا پس از مرگ همسر اولش، با یک تاجر و کشتی‌دار ثروتمند به نام آنتونیو دآنونزیو ازدواج کرده بود. پدربزرگ پدری دآنونزیو، کامیللو راپاگنتا (۱۷۹۵–۱۸۶۶)، تولد او را به ثبت رسانده بود. بر پایه‌ی افسانه‌ای، گفته می‌شود که دآنونزیو در ابتدا با نام گائتانو غسل تعمید داده شد و بعدها به دلیل چهره‌ی فرشته‌گونش نام گابریله را دریافت کرد؛ اما این داستان کاملاً ساختگی است، چنانکه از گواهی تولد و سوابق غسل تعمید او پیداست که در آن‌ها نام گابریله هم به عنوان نام تولد و هم به عنوان نام غسل تعمید ثبت شده است.
استعداد زودرس دآنونزیو از همان اوایل زندگی شناخته شد و او برای تحصیل به دبیرستان «لیچه‌ئو چیچونینی» در پراتو، توسکانی فرستاده شد. او نخستین اشعار خود ـمجموعه‌ی کوچکی از اشعار با عنوان «بهار نخستین»ـ را در سال ۱۸۷۹، در شانزده‌سالگی و در حالی که هنوز دانش‌آموز بود، منتشر کرد. دآنونزیو که تحت تأثیر ادی بارباره اثر جوسوئه کاردوچی قرار داشت، برخی تقلیدهای تقریباً خشن از لورنزو استکِتی، شاعر پرآوازه‌ی کتاب پوستوما، را در کنار ترجمه‌هایی از لاتین قرار داد. اشعار او چنان برجسته بود که جوزپه کیارینی، منتقد ادبی، با خواندن آن‌ها، این جوان گمنام را ذز مقاله‌ای پرشور به جامعه‌ی ادبی معرفی کرد.
در سال ۱۸۸۱، دآنونزیو وارد دانشگاه ساپینزای رم شد؛ جایی که به عضویت گروه‌های ادبی مختلف، از جمله «کروناکا بیزانتینا» (Cronaca Bizantina)، درآمد و برای روزنامه‌های محلی مقاله و نقد می‌نوشت. او در همین سال‌های دانشگاهی آغاز به ترویج ایده‌ی الحاق‌گرایی ایتالیا کرد.

### آثار ادبی
دآنونزیو آثار «سرود نو» (Canto novo، ۱۸۸۲)، «سرزمین بکر» (Terra vergine، ۱۸۸۲)، «میان‌پرده‌ای از قافیه‌ها» (L'intermezzo di rime، ۱۸۸۳)، «کتاب باکره‌ها» (Il libro delle vergini، ۱۸۸۴) و بخش عمده‌ای از داستان‌های کوتاهی را که بعدها زیر عنوان کلی «سن پانتالئونه» (San Pantaleone، ۱۸۸۶) گردآوری شدند، منتشر کرد.
Canto novo شامل اشعاری سرشار از شور جوانی و نوید قدرت است؛ برخی از این اشعار توصیف‌کنندهٔ دریا و برخی دیگر توصیف‌کنندهٔ چشم‌اندازهای آبروتزو هستند. این اشعار با نثر کتاب Terra vergine تکمیل و تفسیر می‌شوند؛ مجموعه‌ای از داستان‌های کوتاه که زندگی روستایی در استان زادگاه نویسنده را به زبانی درخشان روایت می‌کند.
L'intermezzo di rime سرآغاز دومین شیوهٔ نگارشی دآنونزیو و سبک خاص او به‌شمار می‌رود. برداشت او از سبک، نوآورانه بود و می‌کوشید لطیف‌ترین لرزش‌های زندگی آکنده از لذت را بیان کند. سبک و محتوای آثارش منتقدان را به شگفتی واداشت؛ برخی که پیش‌تر او را به عنوان یک کودک اعجوبه تحسین کرده بودند، وی را منحرف‌کنندهٔ اخلاق عمومی خواندند، در حالی که برخی دیگر از او به عنوان نفسی تازه و نیرویی حیاتی برای آثار تا آن زمان خشک و بی‌روح استقبال کردند.
در این میان، نشریه‌ی ناشر دآنونزیو، آنجلو سوماروگا، از هم فروپاشید و گروه نویسندگان جوان او پراکنده شدند. برخی از آن‌ها وارد حرفه‌ی تدریس شدند و از عرصه‌ی ادبیات کنار رفتند، و برخی دیگر به روزنامه‌نگاری روی آوردند. دآنونزیو نیز این مسیر دوم را برگزید و به تحریریه‌ی نشریه‌ی Tribuna پیوست و با نام مستعار «دوکای کوچک» (Duca Minimo) می‌نوشت.
در این دوره او کتاب «کتاب ایزوتا» (Il libro d'Isotta، ۱۸۸۶) را نوشت؛ شعری عاشقانه که در آن برای نخستین بار الهام خود را از رنگ‌های غنی رنسانس گرفته و با احساسات و شور و شوق‌های مدرن سازگار کرده بود.
کتاب ایزوتا همچنین از این جهت اهمیت دارد که در آن می‌توان بیشتر بذرهای آثار آینده‌ی دآنونزیو را یافت؛ همان‌طور که در Intermezzo melico نیز توصیف‌ها و احساساتی دیده می‌شود که بعدها پایه‌های محتوای زیبایی‌شناسانه‌ی آثار دیگر را شکل دادند.
نخستین رمان دآنونزیو با عنوان «لذت» (Il Piacere، ۱۸۸۹؛ با ترجمه‌ی انگلیسی The Child of Pleasure) در سال ۱۸۹۱ با انتشار «جیووانی اپیسکوپو» (Giovanni Episcopo) و در سال ۱۸۹۲ با «بی‌گناه» (L'innocente؛ ترجمه‌شده به انگلیسی The Intruder) دنبال شد. این سه رمان تأثیر عمیقی بر جای گذاشتند.
بی‌گناه که به‌طرزی تحسین‌برانگیز توسط ژرژ اِرِل به زبان فرانسوی ترجمه شد، برای نویسنده‌ی خود توجه و تحسین منتقدان خارجی را به همراه داشت.

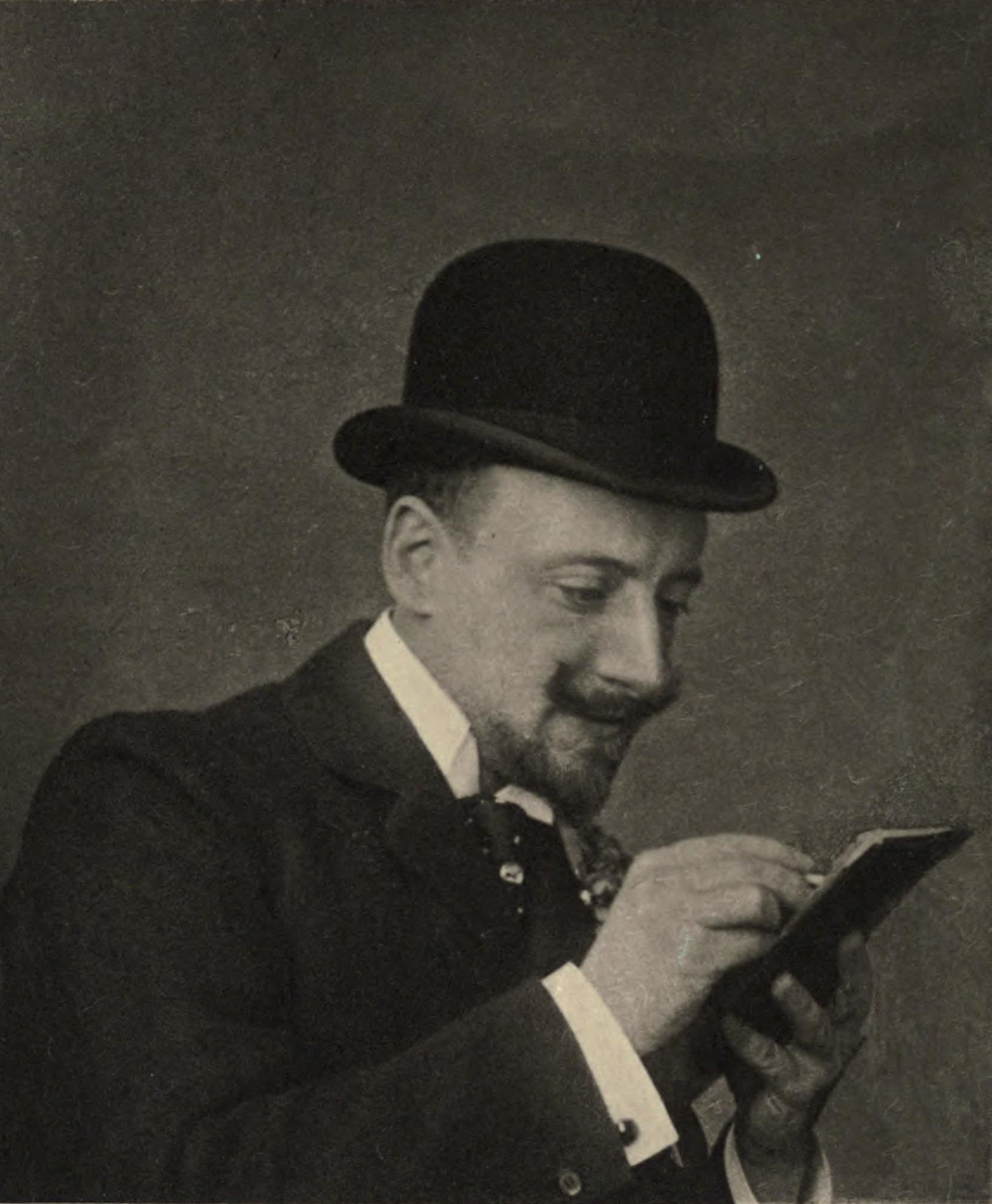
دآنونزیو در سال ۱۹۰۳

اثر بعدی او، «پیروزی مرگ» (Il trionfo della morte، ۱۸۹۴)، به‌زودی با «دوشیزگان صخره‌ها» (Le vergini delle rocce، ۱۸۹۶) و «آتش» (Il fuoco، ۱۹۰۰) دنبال شد؛ کتاب اخیر، در توصیف‌های خود از ونیز، شاید پرشورترین ستایش از یک شهر باشد که به هر زبانی نوشته شده است.

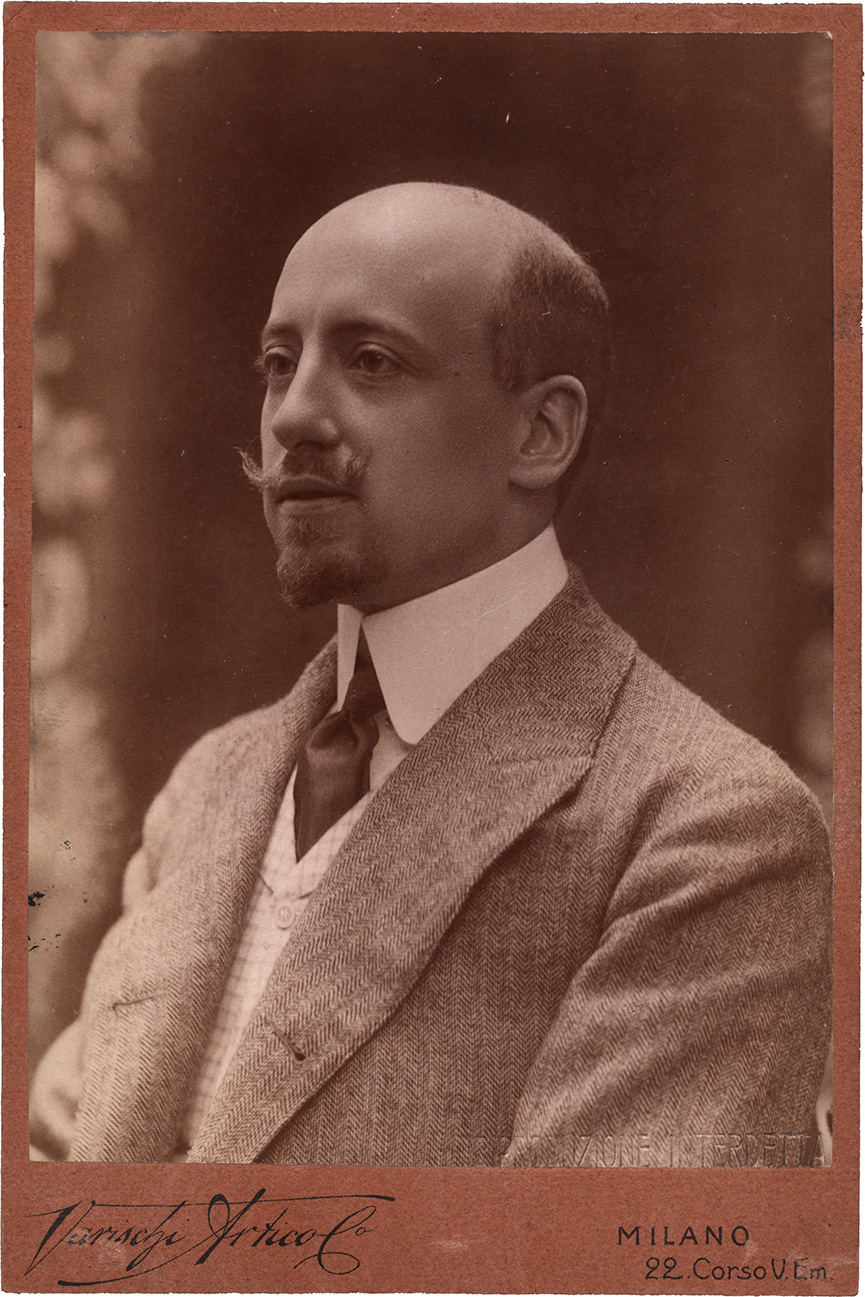
دآنونزیو پیش از ۱۹۳۸

آثار شعری دآنونزیو در این دوره، که از بسیاری جهات بهترین آثار او محسوب می‌شود، شامل «سرود بهشتی» (Il Poema Paradisiaco، ۱۸۹۳)، «سرودهای دریایی» (Odi navali، ۱۸۹۳) ــ تلاشی برجسته در زمینه‌ی شعر مدنی ــ و «ستایش‌ها» (Laudi، ۱۹۰۰) است.
دوره‌ی بعدی کارهای دآنونزیو به آثار نمایشی او مربوط می‌شود؛ از جمله «رؤیای صبح بهاری» (Il sogno di un mattino di primavera، ۱۸۹۷)، یک خیال‌پردازی شاعرانه در یک پرده، و «شهر مرده» (Città Morta، ۱۸۹۸) که برای سارا برنارد نوشته شد.
او در سال ۱۸۹۸ همچنین «رؤیای عصر پاییزی» (Sogno di un pomeriggio d'autunno) و «لا جوکوندا» (La Gioconda) را نوشت و در سال بعد «افتخار» (La gloria) را، که تلاشی در عرصه‌ی تراژدی سیاسی معاصر بود اما به موفقیت نرسید؛ احتمالاً به دلیل جسارت در اشاره‌های شخصی و سیاسی برخی از صحنه‌های آن.
سپس نمایشنامه‌ی «فرانچسکا دا ریمینی» (Francesca da Rimini، ۱۹۰۱) را، بر اساس اپیزودی از دوزخ دانته آلیگری، خلق کرد؛ بازآفرینی کاملی از فضای قرون وسطی با سبکی باشکوه که به گفته‌ی منتقد برجسته‌ی ایتالیایی، ادواردو بوتِه، نخستین تراژدی واقعی، هرچند ناقص، در تئاتر ایتالیا به شمار می‌آید.
این نمایشنامه بعدها توسط تیتو ریکوردی به عنوان لیبرتو برای اپرای Francesca da Rimini اثر ریکاردو زاندونای اقتباس شد که نخستین بار در سال ۱۹۱۴ به اجرا درآمد.

### ازدواج و خانواده
در زندگی شخصی، دآنونزیو در سال ۱۸۸۳ با ماریا هاردوئن دی گالزه ازدواج کرد که حاصل آن سه پسر به نام‌های ماریو (۱۸۸۴–۱۹۶۴)، گابریله ماریا «گابریلینو» (۱۸۸۶–۱۹۴۵) و اوگو ونیه‌رو (۱۸۸۷–۱۹۴۵) بود؛ اما این ازدواج در سال ۱۸۹۱ به پایان رسید.
در سال ۱۸۹۴، او رابطه‌ی عاشقانه‌ای با هنرپیشه، الئونورا دوزه، آغاز کرد که به یک موضوع جنجالی بدل شد.
دآنونزیو نقش‌های اصلی نمایش‌هایی همچون شهر مرده (۱۸۹۸) و فرانچسکا دا ریمینی (۱۹۰۱) را برای او نوشت، اما این رابطه‌ی پرتلاطم سرانجام در سال ۱۹۱۰ پایان یافت.
در سال ۱۹۰۳، پس از آشنایی با مارکیز لوئیزا کازاتی، دآنونزیو یک رابطه‌ی پرنوسان و گاه‌به‌گاه با او آغاز کرد که تا چند سال پیش از مرگش ادامه داشت.

### فعالیت‌های سیاسی
در سال ۱۸۹۷، دآنونزیو به عنوان نماینده‌ی مستقل برای دوره‌ای سه‌ساله به مجلس نمایندگان ایتالیا راه یافت. تا سال ۱۹۱۰، سبک زندگی بی‌پروا و پرخرج او باعث شد دچار بدهی‌های سنگین شود و برای فرار از طلبکاران به فرانسه بگریزد. در آنجا با آهنگساز کلود دبوسی در نگارش یک نمایش موزیکال با عنوان «شهادت سنت سباستین» (Le Martyre de saint Sébastien، ۱۹۱۱) که برای ایدا روبینشتاین نوشته شده بود، همکاری کرد.
واتیکان در واکنش به این همکاری، تمامی آثار دآنونزیو را در «فهرست کتب ممنوعه» قرار داد. این نمایش از نظر اجرایی موفقیتی کسب نکرد، اما چندین بار در نسخه‌های اقتباسی ضبط شده است، از جمله اجراهایی توسط پیر مونتو (به زبان فرانسوی)، لئونارد برنشتاین (با ترانه‌هایی به فرانسه و دیالوگ‌هایی به انگلیسی)، و مایکل تیلسون توماس (به فرانسوی).
در سال‌های ۱۹۱۲ و ۱۹۱۳، دآنونزیو با آهنگساز اپرا، پیترو ماسکانی، همکاری کرد و لیبرتو اپرای «پاریزینا» (Parisina) را نوشت. او گاهی در خانه‌ای در بلوو، نزدیک پاریس، که ماسکانی اجاره کرده بود، اقامت داشت. دآنونزیو بر این اصرار داشت که کل لیبرتو ــ که بسیار طولانی بود ــ به طور کامل آهنگسازی شود، و همین باعث شد که اپرا برای ذائقه‌ی تماشاگران آن زمان بیش از حد طولانی به نظر برسد و در نهایت کل پرده‌ی آخر آن حذف شود.
در سال ۱۹۰۱، دآنونزیو به همراه اتوره فراری، استاد اعظم لژ بزرگ شرق ایتالیا، دانشگاه مردمی میلان (Università Popolare di Milano) را در خیابان اوگو فسکولو تأسیس کردند. دآنونزیو سخنرانی افتتاحیه را ایراد کرد و سپس به عنوان استاد وابسته و مدرس در همان مؤسسه مشغول به کار شد.
در سال ۱۹۰۲، دآنونزیو به ایستریا، که آن زمان تحت حاکمیت اتریش-مجارستان بود و «سرزمین ایرِدِنت» خوانده می‌شد، سفر کرد. در پازین با «بارانی از گل» که از پنجره‌های خانه‌های شلوغ فرو می‌ریخت، از او استقبال شد. او از دبیرستان ایتالیایی بازدید کرد و مورد تکریمی قرار گرفت که به ابتکار همسر آینده‌ی فرانچسکو سالاتا ترتیب داده شده بود.
دآنونزیو در نامه‌ای خطاب به همین تاریخ‌نگار ایتالیایی، از منش و تمدن مردم ایتالیایی ساکن آنجا تمجید کرد و مبارزه‌ی آنان را ستایش نمود؛ مبارزه‌ای که آن را «نبرد بزرگ، گوناگون و دگرگون‌ساز تمدن لاتین در برابر سوءاستفاده‌های بربرانه» توصیف کرد.
دآنونزیو استاد اعظم «لژ بزرگ ایتالیا» بود؛ محفلی از آیین اسکاتلندی که در سال ۱۹۰۸ از «لژ بزرگ شرق ایتالیا» جدا شده بود.
او سپس به جنبش عرفانی و فلسفی موسوم به «مارتینیسم» پیوست و در فیومه با دیگر فراماسون‌های آیین اسکاتلندی درجهٔ ۳۳ و غیبی‌گرایانی چون آلچسته د آمبریس، سانته چرینی و مارکو آلگری همکاری کرد.
آیین فراماسونی دآنونزیو با انتخاب نمادهای ماسونی برای پرچم «حکومت کارنارو» نیز گواهی می‌شود؛ نمادهایی چون اژدهای اوروبوروس (ماری که دم خود را می‌بلعد) و هفت ستاره‌ی صورت فلکی دب اکبر.

جنگ جهانی اول

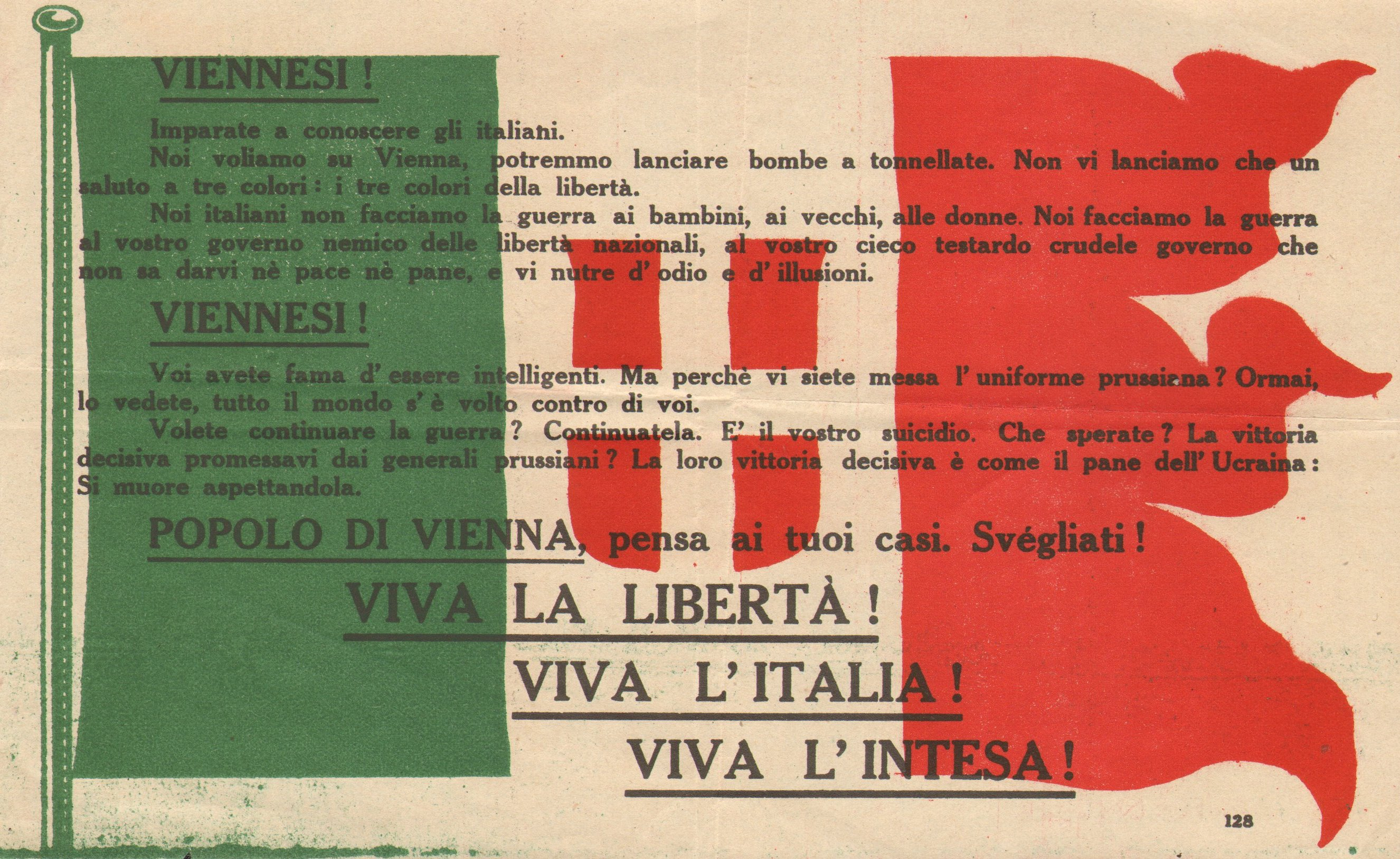
ترجمه ایتالیایی بروشور تبلیغاتی که دآنونزیو در پرواز خود بر فراز وین از هواپیمای خود پرتاب کرد.

با آغاز جنگ جهانی اول، دآنونزیو به ایتالیا بازگشت و سخنرانی‌های عمومی در حمایت از پیوستن ایتالیا به تفاهم سه‌گانه (Triple Entente) ایراد کرد.
دآنونزیو از سال ۱۹۰۸، زمانی که با ویلبر رایت  پرواز کرده بود، به هوانوردی علاقه‌مند شده بود. با آغاز جنگ، داوطلب خدمت شد و به عنوان خلبان جنگنده شهرت بیشتری کسب کرد؛ هرچند در یکی از سانحه‌های هوایی بینایی یک چشم خود را از دست داد.

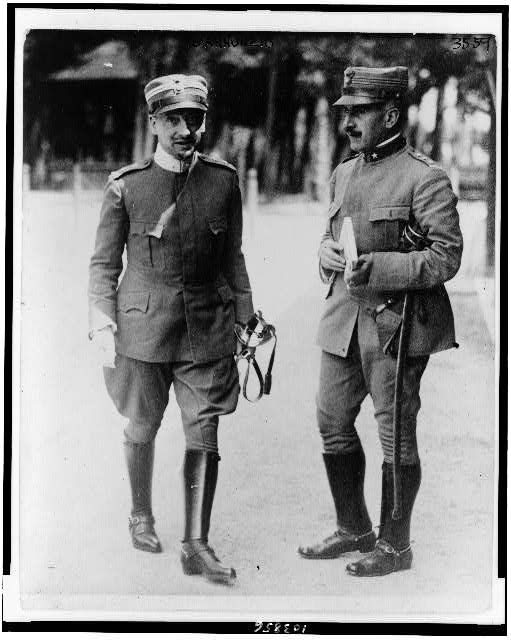
دآنونزیو (سمت چپ) با یک افسر دیگر

در فوریهٔ ۱۹۱۸، دآنونزیو در یورشی جسورانه به بندر باکار -هرچند از نظر نظامی بی‌اهمیت- شرکت کرد؛ عملیاتی که در ایتالیا به نام «شوخی باکاری» (La beffa di Buccari) شناخته می‌شود و به معنای واقعی کلمه «تمسخر باکار» است. این اقدام به بالا بردن روحیه‌ی مردم ایتالیا کمک کرد، مردمی که همچنان از فاجعه کاپورتو آسیب دیده بودند.
در ۹ اوت ۱۹۱۸، دآنونزیو به عنوان فرماندهٔ اسکادران ۸۷ شکاری «لا سرنیسیما» (La Serenissima)، یکی از عملیات‌های برجسته‌ی جنگ را سازماندهی کرد: هدایت ۹ هواپیما در سفری رفت و برگشتی به مسافت ۷۰۰ مایل برای ریختن اعلامیه‌های تبلیغاتی بر فراز وین. این عملیات در زبان ایتالیایی به نام «پرواز بر فراز وین» (il Volo su Vienna) شناخته می‌شود.

### فیومه
جنگ جهانی اول دیدگاه‌های فراملی‌گرایانه و الحاق‌گرایی ایتالیایی دآنونزیو را تقویت کرد و او کارزار گسترده‌ای به راه انداخت تا ایتالیا را در کنار متحدان زمان جنگش به عنوان یک قدرت درجه‌یک اروپایی مطرح کند.
دآنونزیو که از تصمیمات کنفرانس صلح پاریس مبنی بر واگذاری شهر فیومه (در حال حاضر رییِکا در کرواسی خشمگین بود ــ شهری که با احتساب حومه‌هایش جمعیت عمدتاً ایتالیایی داشت ــ در ۱۲ سپتامبر ۱۹۱۹، با رهبری ۱۸۶ سرباز از گردان یکم هنگ دوم گارد سلطنتی ایتالیا از رونکی به سوی فیومه حرکت کرد تا این شهر را تصرف کند.
در عرض چند روز، نیروهایی از دیگر واحدهای ارتش نیز به دآنونزیو در فیومه پیوستند و او به زودی فرماندهی نیرویی متشکل از ۲۵۰۰ سرباز ــ شامل نیروهای پیشین ارتش سلطنتی ایتالیا، ملی‌گرایان ایتالیایی و کهنه‌سربازان جبهه‌ی ایتالیا در جنگ جهانی اول ــ را به دست گرفت.
دآنونزیو سپس نیروهای اشغالگر بین‌المللی (آمریکایی، بریتانیایی و فرانسوی) را مجبور به عقب‌نشینی کرد.
هدف طراحان این حرکت آن بود که ایتالیا فیومه را ضمیمه کند، اما این درخواست رد شد. در عوض، دولت ایتالیا فیومه را محاصره کرد و خواستار تسلیم نیروهای دآنونزیو شد.

ساکنان فیوم در حال تشویق ورود گابریل دآنونزیو و لژیوناری او در سپتامبر 1919، زمانی که فیومه 22488 (62 درصد جمعیت) ایتالیایی در کل جمعیت 35839 نفری داشت.

دآنونزیو سپس فیومه را یک کشور مستقل اعلام کرد و «سلطنت ایتالیایی کارنارو» را بنیان گذاشت. منشور کارنارو بسیاری از ویژگی‌های نظام فاشیستی بعدی ایتالیا را پیش‌بینی می‌کرد و دآنونزیو خود را به عنوان «دوچه» (رهبر) معرفی کرد. برخی واحدهای نیروی دریایی سلطنتی ایتالیا، از جمله ناوشکن اسپرو، به نیروهای محلی دآنونزیو پیوستند.
او تلاش کرد جایگزینی برای جامعه ملل ایجاد کند که مخصوص ملت‌های (منتخب) تحت ستم جهان باشد؛ مانند ایرلندی‌ها که دآنونزیو در سال ۱۹۲۰ سعی کرد آن‌ها را مسلح کند. همچنین کوشید با گروه‌های جدایی‌طلب در سراسر بالکان، به‌ویژه گروه‌های ایتالیایی و نیز برخی گروه‌های اسلاو و آلبانیایی‌، اتحاد برقرار کند، هرچند در این زمینه موفقیت چندانی نداشت.

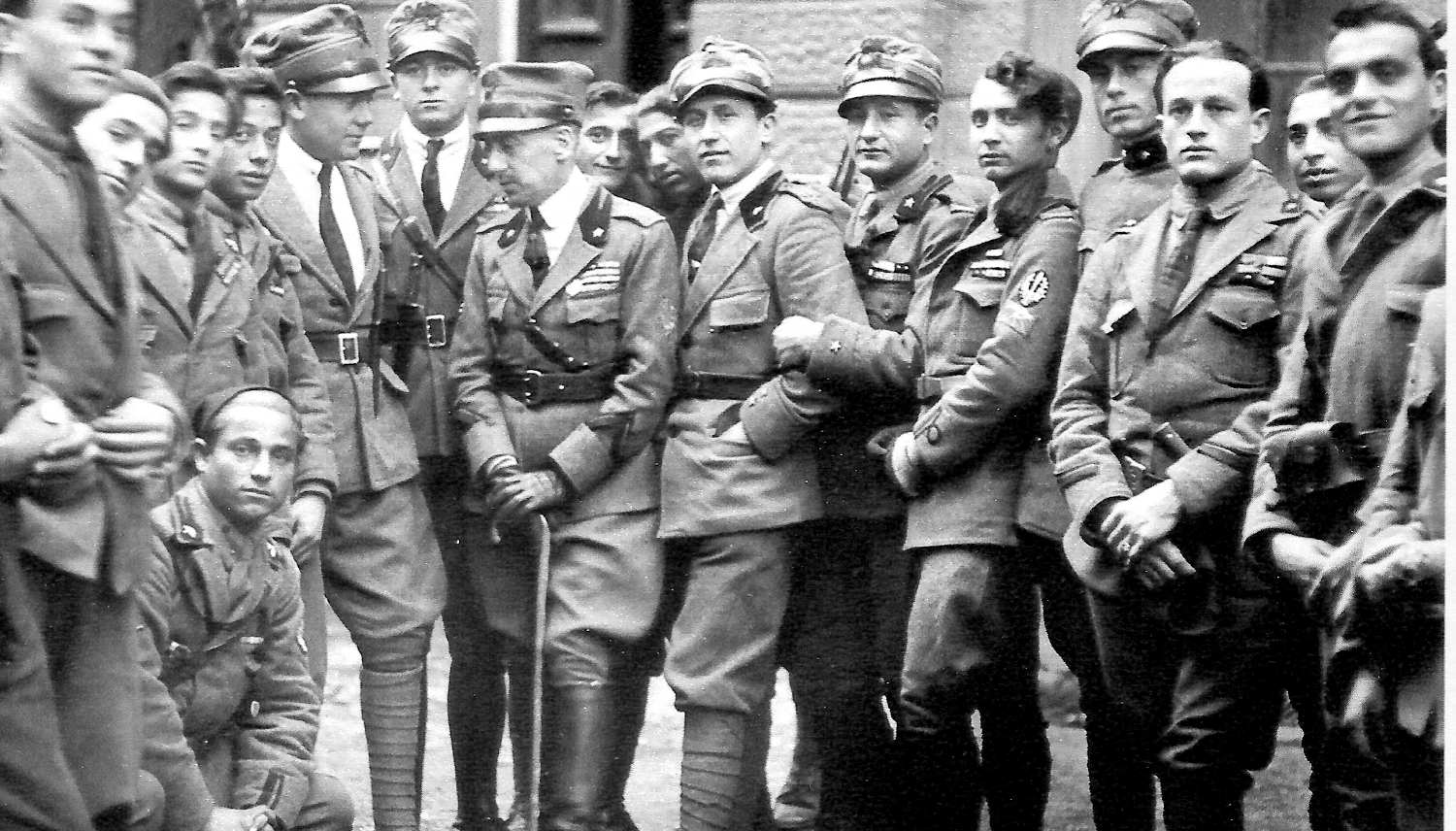
دآنونزیو (در مرکز تصویر، با عصا) همراه با شماری از لژیونرها (اعضای واحد آردیتی از ارتش سلطنتی ایتالیا) در فیومه در سال ۱۹۱۹. در سمت راست دآنونزیو، آرتورو آولیو، ستوان و فرمانده واحد آردیتی تیپ بولونیا دیده می‌شود.

دآنونزیو معاهده‌ی راپالو را نادیده گرفت و حتی به ایتالیا اعلام جنگ کرد. او سرانجام در ۲۹ دسامبر ۱۹۲۰، پس از بمباران فیومه توسط نیروی دریایی ایتالیا و پنج روز نبرد، شهر را تسلیم کرد.

### زندگی بعدی

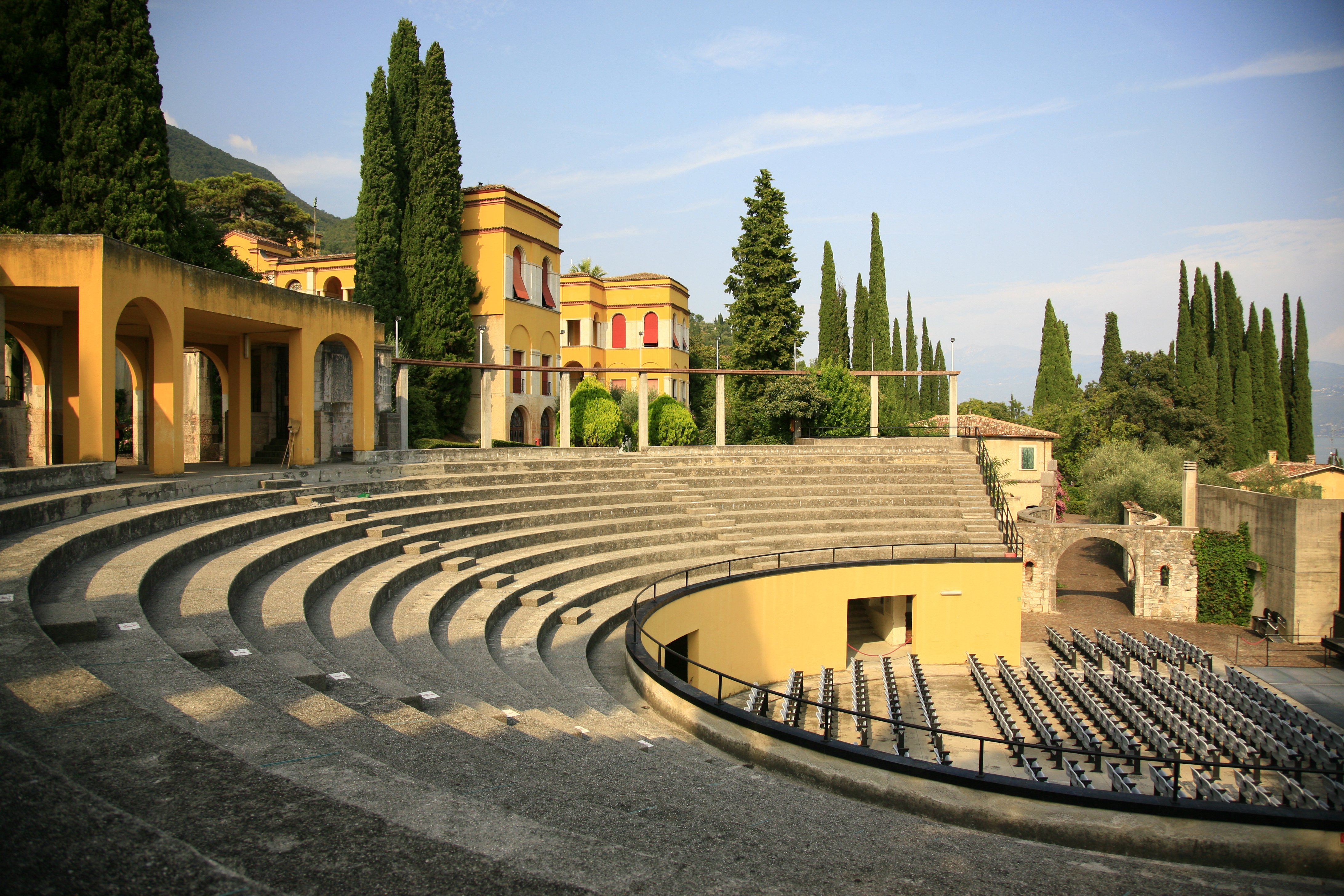
ویلای Vittoriale degli italiani

پس از ماجرای فیومه، دآنونزیو به خانه‌ی خود در کنار دریاچه گاردا برگشت و سال‌های پایانی عمرش را به نوشتن و فعالیت‌های کارزارگونه گذراند.
با وجود تأثیر چشمگیری که دآنونزیو بر ایدئولوژی بنیتو موسولینی داشت، هرگز مستقیماً وارد سیاست‌های دولتی فاشیستی در ایتالیا نشد.
در سال ۱۹۲۲، اندکی پیش از «رژه به سوی رم»، او توسط مهاجمی ناشناس از پنجره به بیرون هل داده شد یا شاید در حال مستی به بیرون سقوط کرد.
با این‌که او از این اتفاق جان سالم به در برد، اما به شدت مجروح شد و مدتی پس از آن‌که موسولینی به نخست‌وزیری رسید، بهبود یافت.
در سال ۱۹۲۴، دآنونزیو توسط پادشاه ویکتور امانوئل سوم به اشرافیت رسید و عنوان موروثی «شاهزاده‌ی مونته‌ووسو» (Principe di Montenevoso) به او اعطا شد.
در سال ۱۹۳۷، او به ریاست آکادمی سلطنتی ایتالیا منصوب شد.
دآنونزیو در سال ۱۹۳۸ بر اثر سکته‌ی مغزی در خانه‌اش در گاردونه ریویرا درگذشت.
موسولینی برای او مراسم تشییع دولتی برگزار کرد و جسدش در آرامگاهی باشکوه از سنگ مرمر سفید در مجموعه‌ی ایل ویتوریاله دلی ایتالیانی به خاک سپرده شد.
پسر او، گابریلینو دآنونزیو، کارگردان فیلم شد. فیلم او در سال ۱۹۲۱ با عنوان «کشتی» بر اساس رمانی از پدرش ساخته شد.
در سال ۱۹۲۴، او فیلم حماسی تاریخی کوو وادیس (Quo Vadis) را به طور مشترک کارگردانی کرد که پروژه‌ای پرهزینه و ناموفق بود، و پس از آن از فیلم‌سازی کناره گرفت.